# 刘致

沁水公主（?—?），名刘致，是东汉第二任皇帝明帝刘庄的第五女，永平三年（60年），汉明帝刘庄册封她为沁水公主，汉章帝时为沁水长公主。刘致嫁给高密侯邓。邓乾是开国功臣邓禹的孙子。
国舅窦宪曾以低价强买沁水公主的庄园，公主惧其权势而不敢争。汉章帝驾幸公主田，问窦宪，窦宪威胁他人不得吐实。后来章帝还是明白了，召窦宪，切责他连公主的田宅都能强夺，何况百姓。窦宪很害怕，自称是借的，窦皇后降低服式等级谢罪，很久后章帝才消气，命令窦宪物归原主，没有治罪，也因此不对窦宪委以重任。
永元十四年（102年），阴皇后巫蛊事发，邓乾从兄邓奉以皇后之舅被诛，连坐邓乾，高密国除。